# Doudou N'diaye Rose
Doudou Ndiaye Rose (nascut Mamadou Ndiaye, Dakar, Senegal 28 de juliol de 1930 – 19 d'agost de 2015)} va ser un compositor, tabaler i líder de grup senegalès, reconegut mestre modern del tambor tradicional del Senegal, el sabar. Va ser el pare d'una dinastia musical que inclou alguns dels músics tradicionals amb més èxit de l'Àfrica occidental contemporània. Va ser un dels primers músics a posar a l'abast del món la música tradicional senegalesa.
Se suposa que Ndiaye Rose havia desenvolupat 500 nous ritmes i, de fet, la seva música és força complexa, amb estructures rítmiques en constant transformació que va dirigir amb un estil vigorós de la seva marca.

## Carrera
Nascut al barri de Médina (Dakar) d'una família de griots wòlof fou el principal fundador i principal timbaler dels Tamborers de l'Àfrica Occidental (tots membres de la seva família), amb els quals també va actuar. També va dirigir un grup de tambors completament femení anomenat Les Rosettes, format per les seves pròpies filles i netes.
Rose va ser un dels músics africans més reconeguts del segle xx. Mentre es va especialitzar en el sabar, també va tocar molts altres tipus de tambor com el saourouba, assicot, bougarabou, meung meung, lambe, n'der, gorom babass, i khine. Va començar a actuar a la dècada de 1930, però va continuar guanyant-se la vida com a lampista durant algun temps. Poc abans de la independència senegalesa va actuar amb Josephine Baker, i es va convertir en el favorit del públic de Dakar. El 1960 fou nomenat primer cap del Ballet Nacional Senegalès, i als anys 70 amb la seva orquestra Doudou Ndiaye Rose. També va col·laborar amb Dizzy Gillespie, Miles Davis, els Rolling Stones, Peter Gabriel i Kodo.
El 2006, l'agència cultural de l'ONU el va declarat "tresor humà viu" per mantenir vius els ritmes tradicionals.
Els seus últims concerts van ser un festival amb motiu del 85è aniversari, Deggi Daaj International, amb qui va col·laborar íntimament des del 2012, dedicat a l'evolució i transmissió de la ciència del ritme de Doudou Ndiaye Rose, més enllà de les fronteres del Senegal, el Continent africà i la seva vida.

## Obra gravada
Potser el seu àlbum més conegut és Djabote (Real World Records CDRW43), mostra 12 títols gravats a l'illa de Gorée el març de 1991. Es va gravar en una setmana amb el seu grup de 50 tamborers i el cor de Julien Jouga, membre del cor femení].
Ndiaye Rose va actuar amb Dizzy Gillespie, Alan Stivell ("Again"), Miles Davis, the Rolling Stones, Peter Gabriel, Kodo i Bill Bruford. També va participar en la remescla de "The Warning" de Nine Inch Nails, del seu tercer àlbum Year Zero Remixed.

## Pel·lícules
- Djabote: Senegalese Drumming & Song From Master Drummer Doudou Ndiaye Rose (1993). Dirigida per Béatrice Soulé i Eric Millot. Montpelier, Vermont: Multicultural Media. Va rebre la Rose d'Argent del Festival de Montreux de 1993.